# Acetilkolin
Az acetilkolin, röviden ACh (CH3COOCH2CH2N+(CH3)3)
az elsőként felfedezett neurotranszmitter molekula. Mind a perifériás, mind a központi idegrendszerben ingerületátvivő anyagként működik, sok fajban, köztük az emberben is.  Az acetilkolin az autonóm ganglionok neurotranszmittere.

## Kémia
Az acetilkolin az ecetsav és a kolin észtere (2-acetoxi-N,N,N-trimetil-etán-aminium).
Elsőként Henry Hallett Dale azonosította 1914-ben a szívre gyakorolt hatását.
Otto Loewi állapította meg róla, hogy neurotranszmitter, aki először a vagusstoff nevet adta neki, mivel a bolygóidegből (nervus vagus) választódik ki.
1936-ban mindketten Nobel-díjat kaptak munkájukért.